# Giuseppe Andrews
Giuseppe Andrews (Cayo Largo, 25 de abril de 1979) es un actor estadounidense de cine, escritor y director conocido por sus papeles como
Kyle (14 años de edad) en la película 12:01, testigo del tiempo (de 1993),
Lex en la película Detroit Rock City (de 1999),
un pequeño papel en Nunca me han besado (de 1999),
un ayudante del sheriff extraño en Cabin Fever (de 2002),
así como apariciones en los videos de la banda de rock Smashing Pumpkins.
Andrews ha disfrutado de un éxito considerable y notoriedad para escribir, dirigir, anotar, editar, grabar y producir una serie de películas de vanguardia, y de dirigir varias películas independientes experimentales. 
Su estilo de hacer cine ha sido comparada con la de John Waters y Harmony Korine.

## Director
- Touch me in the morning (1999)
- In our garden (2002)
- Trailer Town (2003)
- Dad's Chicken (2003)
- Air Conditioning (2003)
- Monkey (2004)
- The Date Movie (2004)
- Who Flung Poo? (2004)
- Dribble (2004)
- Tater Tots (2004)
- Grandpa (2005)
- Wiggly [edited version of Wiggly Harris] (2006)
- Ants (2006)
- The Laundry Room (2006)
- Period Piece (2006)
- Jacuzzi Rooms (2006)
- Okie Dokie (2007)
- Garbanzo Gas (2007)
- Cat Piss (2007)
- Golden Embers (2007)
- Holiday Weekend (2007)
- Everlasting Pine (2007)
- Orzo (2008)
- It's All Not So Tragic (2008)
- Schoof (2008)
- Airplane Pillows (2008)
- The Check Out (2009)
- Doily's Summer of Freak Occurrences (2009)
- The fast (2010)